# Конел (Вашингтон)
Конел (енгл. Connell) град је у америчкој савезној држави Вашингтон. По попису становништва из 2010. у њему је живело 4.209 становника.

## Демографија
Према попису становништва из 2010. у граду је живело 4.209 становника, што је 1.253 (42,4%) становника више него 2000. године.
| Група             | 2000.         | 2010.         |
| Белци             | 1.423 (48,1%) | 2.013 (47,8%) |
| Афроамериканци    | 116 (3,9%)    | 270 (6,4%)    |
| Азијати           | 129 (4,4%)    | 113 (2,7%)    |
| Хиспаноамериканци | 1.226 (41,5%) | 1.656 (39,3%) |
| Укупно            | 2.956         | 4.209         |